# Першотравнева сільська рада (Ізмаїльський район)
Першотравне́ва сільська́ ра́да — колишня адміністративно-територіальна одиниця та орган місцевого самоврядування в Ізмаїльському районі Одеської області. Адміністративний центр — село Першотравневе.

## Загальні відомості
Першотравнева сільська рада утворена в 1945 році.
- Територія ради: 65,18 км²
- Населення ради: 2 046 осіб (станом на 2001 рік)
- Водоймища на території, підпорядкованій даній раді: озеро Котлабух

## Населені пункти
Сільській раді підпорядковані населені пункти:
- с. Першотравневе

## Населення
Згідно з переписом 1989 року населення села становило 2101 особа, з яких 994 чоловіки та 1107 жінок.
За переписом населення 2001 року в селі мешкало 2020 осіб.

### Мова
Розподіл населення за рідною мовою за даними перепису 2001 року:
| Мова       | Відсоток |
| ---------- | -------- |
| українська | 90,27 %  |
| російська  | 3,27 %   |
| молдовська | 2,59 %   |
| болгарська | 2,15 %   |
| вірменська | 1,12 %   |
| гагаузька  | 0,24 %   |
| білоруська | 0,05 %   |

## Склад ради
Рада складається з 18 депутатів та голови.
- Голова ради:
- Секретар ради: Ротар Олена Іванівна

### Керівний склад попередніх скликань
| Прізвище, ім'я, по батькові | Основні відомості                                                          | Дата обрання | Дата звільнення |
| --------------------------- | -------------------------------------------------------------------------- | ------------ | --------------- |
| Чорний Віктор Григорович    | Сільський голова, 1968 року народження, член Соціалістичної партії України | 26.03.2006   | 31.10.2010      |

Примітка: таблиця складена за даними сайту Верховної Ради України

### Депутати
За результатами місцевих виборів 2010 року депутатами ради стали:

#### За суб'єктами висування
| Суб'єкт висування | Кількість обраних депутатів | %   |
| ----------------- | --------------------------- | --- |
| Самовисування     | 18                          | 100 |

#### За округами
| № округу | Прізвище, ім'я, по батькові      | Дата визнання обраним | Освіта             | Партійна приналежність                        | Відомості про обраного депутата                                      |
| -------- | -------------------------------- | --------------------- | ------------------ | --------------------------------------------- | -------------------------------------------------------------------- |
| 1        | Крикун Євдокія Григорівна        | 02.11.2010            | вища               | позапартійна                                  | Першотравневська загальноосвітня школа, вчитель                      |
| 2        | Кривой Наталія Іванівна          | 02.11.2010            | середня            | позапартійна                                  | тимчасово не працює                                                  |
| 3        | Кваша Віктор Лукич               | 02.11.2010            | середня            | позапартійний                                 | фермерське господарство, механізатор                                 |
| 4        | Федченко Віра Іванівна           | 02.11.2010            | середня спеціальна | позапартійна                                  | дитячий садок «Гвоздичка», помічник вихователя                       |
| 5        | Павленко Тетяна Георгіївна       | 02.11.2010            | середня спеціальна | позапартійна                                  | тимчасово не працює                                                  |
| 6        | Маріогло Тетяна Степанівна       | 02.11.2010            | середня спеціальна | позапартійна                                  | фермерське господарство «Маріогло Т. С.», фермер                     |
| 7        | Бондаренко Інна Анатоліївна      | 02.11.2010            | вища               | позапартійна                                  | Першотравневська сільська рада, рахівник-касир                       |
| 8        | Апостолакі Андрій Мартиянович    | 02.11.2010            | вища               | позапартійний                                 | Першотравневська сільська рада, землевпорядник                       |
| 9        | Ганган Надія Іванівна            | 02.11.2010            | середня спеціальна | член Партії регіонів                          | тимчасово не працює                                                  |
| 10       | Єфімова Діана Степанівна         | 02.11.2010            | вища               | член Народного Руху України                   | дитячий садок «Гвоздичка», вихователь                                |
| 11       | Остапенко Марія Іванівна         | 02.11.2010            | вища               | позапартійна                                  | Першотравневська загальноосвітня школа, вчитель                      |
| 12       | Унгурян Юрій Петрович            | 02.11.2010            | середня спеціальна | позапартійний                                 | пожежне депо с. Першотравневе, водій                                 |
| 13       | Кіркова Світлана Валентинівна    | 02.11.2010            | вища               | позапартійна                                  | Першотравневська загальноосвітня школа, вчитель                      |
| 14       | Ротар Олена Іванівна             | 02.11.2010            | вища               | член Партії регіонів                          | Першотравневська сільська рада, начальник військово-облікового столу |
| 15       | Ратушненко Олександр Миколайович | 02.11.2010            | середня            | член Всеукраїнського об'єднання «Батьківщина» | приватний підприємець                                                |
| 16       | Маріогло Лілія Сергіївна         | 02.11.2010            | вища               | позапартійна                                  | Першотравневська загальноосвітня школа, вчитель                      |
| 17       | Мельниченко Семен Сидорович      | 02.11.2010            | середня            | позапартійний                                 | рибколгосп, рибак                                                    |
| 18       | Федченко Алла Іванівна           | 02.11.2010            | вища               | позапартійна                                  | дитячий садок «Гвоздичка», помічник вихователя                       |